# Казе Сума (Потенца)
Казе Сума (итал. Case Summa) је насеље у Италији у округу Потенца, региону Базиликата.
Према процени из 2011. у насељу је живело 36 становника. Насеље се налази на надморској висини од 980 м.